# Acianthera ciliata
Acianthera ciliata  es una especie de orquídea. Es originaria de Brasil donde se encuentra en la Amazonia.

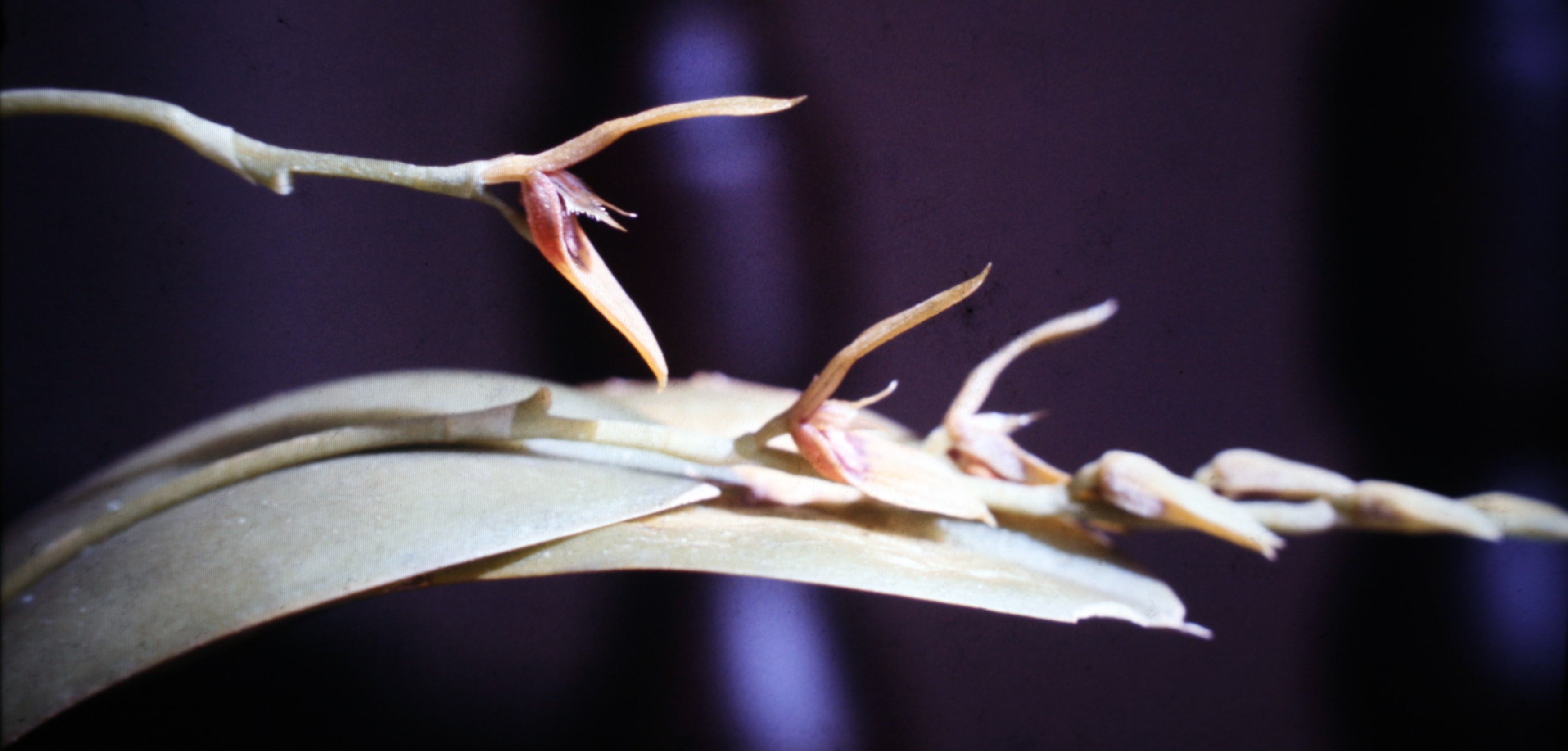
Detalle de la inflorescencia

## Descripción
Es una orquídea de tamaño pequeño, que prefiere el clima caliente. Tiene hábitos de epifita con tallos erectos delgados,  con sola vaina en el medio y con una sola hoja, apical, coriácea, elíptico-lanceolada a oblonga, emarginada apicalmente, basalmente cuneada. Florece en el invierno en una inflorescencia, generalmente solitaria, racemosa, de 10 cm de largo.

## Distribución y hábitat
Se encuentra en Colombia, Ecuador, Perú y el norte de Brasil.

## Taxonomía
Acianthera ciliata fue descrita por (Knowles ex Westc)  F.Barros & L.R.S.Guim.  y publicado en Neodiversity 5: 28. 2010.
Etimología
Acianthera: nombre genérico que es una referencia a la posición de las anteras de algunas de sus especies.
ciliata: epíteto latino que significa "con flecos de pelos".
Sinonimia
- Pleurothallis ciliata Pleurothallis ciliata Knowles & Westc., Fl. Cab. 1: 89 (1837).
- Humboltia ciliata (Knowles & Westc.) Kuntze, Revis. Gen. Pl. 2: 667 (1891).
- Pleurothallis plumosa Lindl., Edwards's Bot. Reg. 28(Misc.): 72 (1842).

- Pleurothallis crassifolia H.Focke, Tijdschr. Natuurk. Wetensch. Kunsten 2: 196 (1849).

- Pleurothallis minax Rchb.f., Bonplandia (Hannover) 2: 24 (1854).

- Pleurothallis lanceana Lodd. ex Lindl., Fol. Orchid. 9: 27 (1859).

- Pleurothallis serrifera Lindl., Fol. Orchid. 9: 34 (1859).

- Pleurothallis sprucei Lindl., Fol. Orchid. 9: 35 (1859).

- Humboltia crassifolia (H.Focke) Kuntze, Revis. Gen. Pl. 2: 667 (1891).

- Humboltia lanceana (Lodd. ex Lindl.) Kuntze, Revis. Gen. Pl. 2: 667 (1891).

- Humboltia plumosa (Lindl.) Kuntze, Revis. Gen. Pl. 2: 668 (1891).

- Humboltia serrifera (Lindl.) Kuntze, Revis. Gen. Pl. 2: 668 (1891).

- Humboltia sprucei (Lindl.) Kuntze, Revis. Gen. Pl. 2: 668 (1891).

- Pleurothallis daguensis F.Lehm. & Kraenzl., Bot. Jahrb. Syst. 26: 444 (1899).

- Pleurothallis huebneri Schltr., Beih. Bot. Centralbl. 42(2): 90 (1925).

- Pleurothallis ciliata var. elongata C.Schweinf., Bot. Mus. Leafl. 16: 47 (1953).

- Acianthera lanceana (Lodd. ex Lindl.) Pridgeon & M.W.Chase, Lindleyana 16: 244 (2001).

- Specklinia sprucei (Lindl.) Luer, Monogr. Syst. Bot. Missouri Bot. Gard. 95: 264 (2004).